# Gustavo Sforni
Gustavo Sforni (Firenze, 1888 – Bologna, 1939) è stato un pittore, mecenate e collezionista d'arte italiano.

## Biografia
È noto soprattutto per essere stato uno dei maggiori collezionisti italiani di inizio Novecento. 
Mecenate dei pittori  Oscar Ghiglia e Mario Puccini, curò personalmente la loro crescita artistica e commerciale, fino ad essere travolto dalla passione della pittura. 
Si votò quindi a moduli stilistici postmacchiaioli, ma non ebbe mai la fama del pittore affermato, sebbene negli ultimi anni venga inserito con maggiore frequenza in mostre e rassegne che celebrano i fasti di questo movimenti artistico.
Fu uomo di cultura vicino agli intellettuali de La Voce, nonché un uomo molto facoltoso. I suoi meriti furono, quindi, legati ad un collezionismo illuminato che mirò a valorizzare gruppi non ancora in auge come i postmacchiaioli, anche se la sua fama si consolidò attraverso alcune importanti acquisizioni di artisti come Cézanne e Van Gogh.
Fu Sforni ad acquistare nel 1910 a Parigi, il quadro Il giardiniere, che dopo una serie di vicissitudini entrò a far parte della collezione della Galleria nazionale d'arte moderna e contemporanea di Roma.